# Strizzi
Strizzi (Lehnwort/Bohemismus vom tschechischen strýc ‚Onkel‘) ist ein Ausdruck aus dem Mittelbairisch-Wienerischen und steht ursprünglich für einen Zuhälter. Im weiteren Sinne entspricht Strizzi in der Bandbreite etwa dem Strolch, mit der Bedeutung Lausbub für einen ungezogenen Jungen oder Spitzbube für einen Kleinkriminellen. Des Weiteren werden in Südtirol die Österreicher allgemein oft pejorativ in Bezug zur wienerischen Bedeutung als Strizzi bezeichnet.